# Atletiek op de Paralympische Zomerspelen 2024 - 400 m vrouwen T38
De 400 meter voor vrouwen klasse T38 op de Paralympische Zomerspelen 2024 vond plaats op 6 september (series) en 7 september (finale) in het Stade de France. Deze klasse is voor atletes met cerebrale parese Deze atletes hebben de lichtste vorm van beperking veroorzaakt door cerebrale parese, vaak slechts in één ledemaat, welke geen invloed heeft op het vermogen om te lopen, wandelen of springen, maar wel op de prestaties. T38 atletes kunnen last hebben van kleine coördinatieproblemen. De winnares van 2020 was Lindy Ave uit Duitsland. Zij werd in 2024 opgevolgd door de Colombiaanse Karen Palomeque. Luca Ekler uit Hongarije behaalde het zilver en de bronzen medaille was voor de Duitse Lindy Ave.

## Records
Voorafgaand aan het toernooi waren dit de wereldrecords en Paralympische records.
| Wereldrecord        | Colombia Karen Palomeque | 59.40   | Kobe  | 25 mei 2024      |
| Paralympisch record | Duitsland Lindy Ave      | 1:00.00 | Tokio | 4 september 2021 |

## Series
De eerste drie van beide series kwalificeerden zich direct voor de finale. Van de overgebleven atletes kwalificeerden bovendien de twee snelsten zich voor de finale.

#### Serie 1
| Rang | Baan | Naam                 | Naam | Tijd    | Bijz. |
| ---- | ---- | -------------------- | ---- | ------- | ----- |
| 1    | 6    | Karen Palomeque      | COL  | 59.88   | Q, PR |
| 2    | 8    | Margarita Goncharova | NPA  | 1:00.82 | Q     |
| 3    | 5    | Ali Smith            | GBR  | 1:01.06 | Q, PB |
| 4    | 4    | Nele Moos            | GER  | 1:01.56 | q     |
| 5    | 7    | Sofia Pace           | FRA  | 1:02.37 | q, PB |
| 6    | 3    | Catarina Guimares    | USA  | 1:09.63 |       |
| —    | 9    | Vilma Berg           | FIN  | DNS     |       |

### Serie 2
| Rang | Baan | Naam                        | Naam | Tijd    | Bijz. |
| ---- | ---- | --------------------------- | ---- | ------- | ----- |
| 1    | 5    | Luca Ekler                  | HUN  | 1:01.02 | Q     |
| 2    | 8    | Rhiannon Clarke             | AUS  | 1:01.39 | Q     |
| 3    | 4    | Lindy Ave                   | GER  | 1:01.58 | Q     |
| 4    | 9    | Chen Zimo                   | CHN  | 1:02.67 |       |
| 5    | 3    | Darian Faisury Jiménez      | COL  | 1:06.60 |       |
| 6    | 6    | Milagros del Valle González | ARG  | 1:07.92 |       |
| 7    | 7    | Ericka Esteban              | GUA  | 1:11.79 | PB    |

## Finale
| Rang   | Baan | Naam                 | Naam | Tijd    | Bijz. |
| ------ | ---- | -------------------- | ---- | ------- | ----- |
| Goud   | 8    | Karen Palomeque      | COL  | 58.67   | WR    |
| Zilver | 5    | Luca Ekler           | HUN  | 59.35   | ER    |
| Brons  | 9    | Lindy Ave            | GER  | 1:00.37 | SB    |
| 4      | 7    | Margarita Goncharova | NPA  | 1:00.64 |       |
| 5      | 6    | Rhiannon Clarke      | AUS  | 1:00.81 |       |
| 6      | 4    | Ali Smith            | GBR  | 1:00.88 | PB    |
| 7      | 3    | Nele Moos            | GER  | 1:00.91 | PB    |
| 8      | 2    | Sofia Pace           | FRA  | 1:02.29 | PB    |